# Berthe Baraduc
Pour les articles homonymes, voir Baraduc.
Berthe Augustine Antoinette Baraduc, née le 26 janvier 1889 à Montpellier  de Léonard Léon Baraduc, négociant en mercerie de gros, et d’Émilie Blanche Guillot, est une autrice française de livres pour la jeunesse. Elle meurt à Montpellier, d'un cancer, le 26 avril 1961.

## Biographie
Issue d'une famille protestante, elle étudie au lycée de jeunes filles de Montpellier. En 1898, alors scolarisée en classe préparatoire, elle reçoit le 1er prix dans trois disciplines : la narration française, l'histoire-géographie et les leçons de choses ; ainsi elle se situe au 1er rang du tableau d'honneur. Un an plus tard, toujours élève du lycée de jeunes filles de Montpellier, elle obtient le premier prix en géographie, elle se classe seconde en dessin et troisième en gymnastique. Cela lui permet d'atteindre le 2e rang du tableau d'honneur.
À compter de la mise à la retraite de l'Éducation nationale de sa sœur aînée Jeanne Baraduc, connue en littérature sous le nom de Jeanne Galzy, elle partage avec elle la Villa Beauséjour à Montpellier.
Elle-même publie deux romans pour enfants : Le Voyage de Brizi-Brizi, en 1931, illustré par Jack Abeillé, et Miniki toute seule, en 1937, illustré par Pierre Collot, qui reçoit le prix Dodo de l'Académie française.
Elle est inhumée au cimetière protestant de Montpellier.

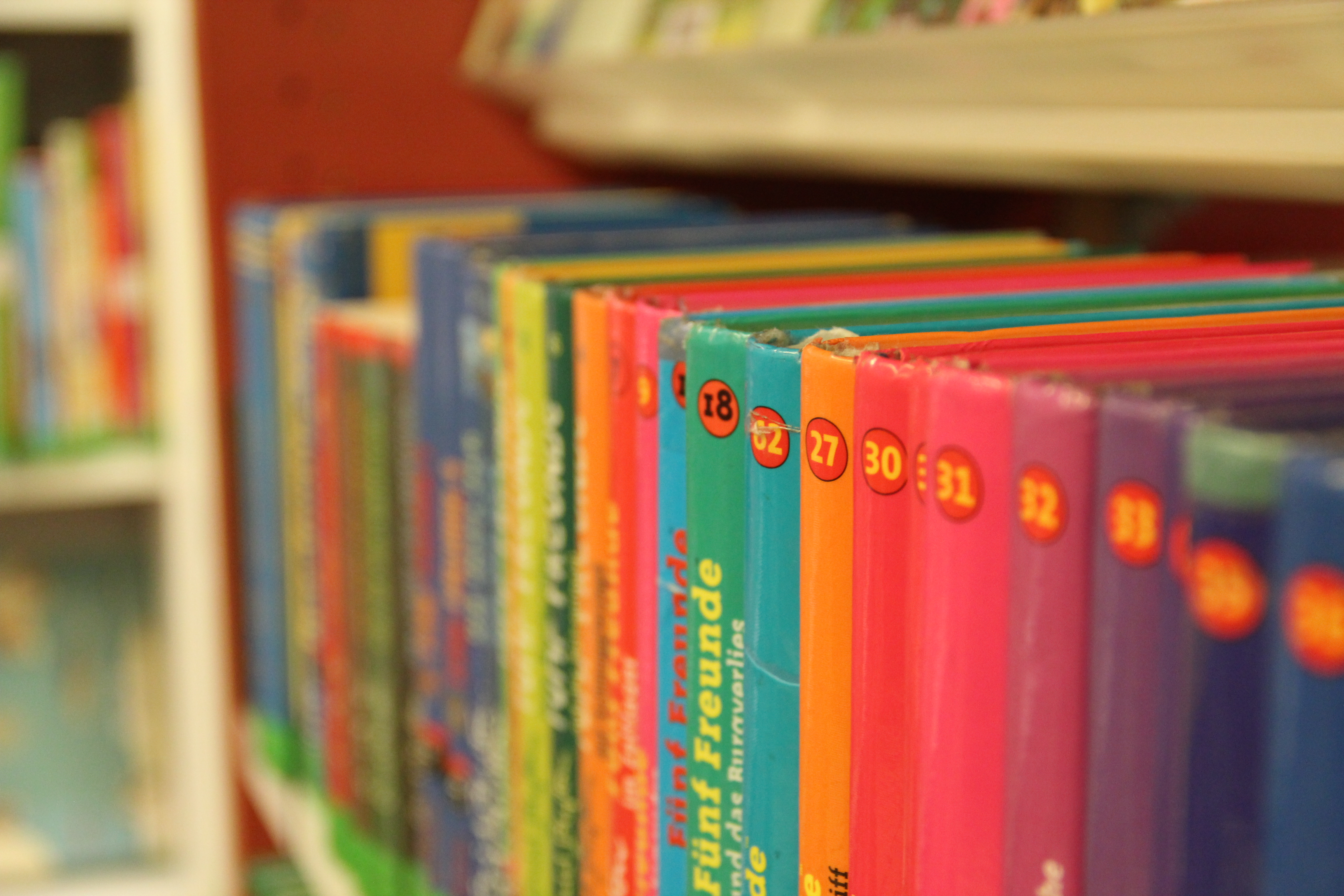
Livres pour enfants

## Œuvres
- Le Voyage de Brizi-Brizi, Paris, éditions Hachette, collection Bibliothèque blanche, 1931.
- Miniki toute seule, Paris, éditions de Marly, 1937, Prix Dodo de l'Académie française.